# Ecpathophanes chiquita
Ecpathophanes chiquita är en fjärilsart som beskrevs av August Busck 1914. Ecpathophanes chiquita ingår i släktet Ecpathophanes och familjen Arrhenophanidae. Inga underarter finns listade i Catalogue of Life.